# رویال بانک اسکاتلند

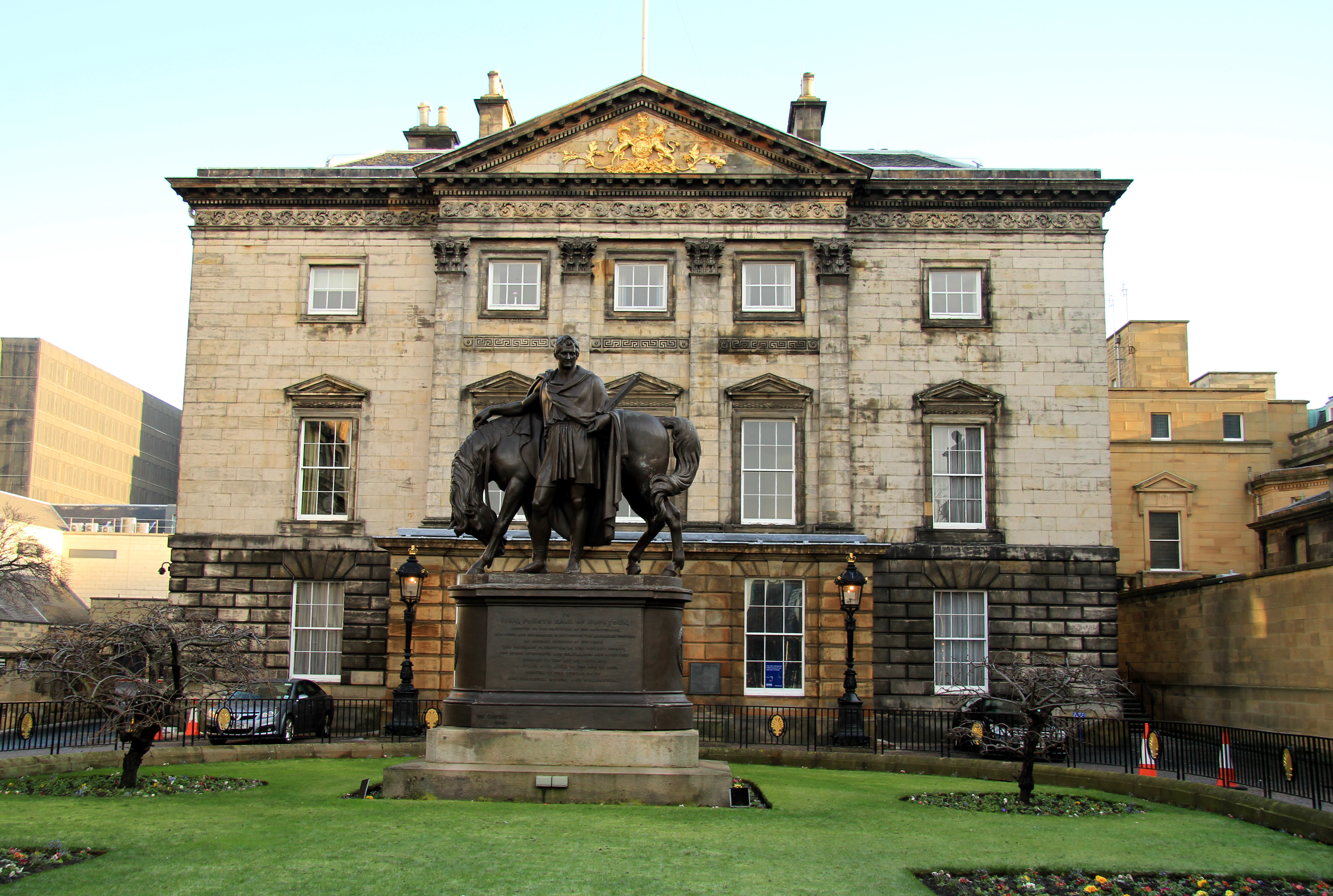
ساختمان مرکزی رویال بانک اسکاتلند، در ادینبرو

رویال بانک اسکاتلند (انگلیسی: Royal Bank of Scotland; گیلی اسکاتلندی: Banca Rìoghail na h-Alba) به اختصار آربی‌اس (به انگلیسی: RBS) شرکت خدمات مالی و بانکداری اسکاتلندی است، که در زمینه ارائه خدمات بانکداری خرد، بانکداری شرکتی، بانکداری سرمایه‌گذاری، مدیریت سرمایه، سرمایه‌گذاری و خدمات بیمه فعالیت می‌کند.
بانک سلطنتی اسکاتلند در سال ۱۷۲۷ تأسیس شد و در حال حاضر دارای بیش از ۷۰۰ شعبه است که عمدتاً در کشور اسکاتلند مستقر می‌باشند، اگرچه در تمامی شهرهای اصلی و بزرگ انگلستان و ولز نیز دارای شعبه می‌باشد. آربی‌اس بزرگ‌ترین بانک اسکاتلند است.
بانک سلطنتی اسکاتلند در اسکاتلند به ثبت رسیده‌است. شعبه مرکزی این بانک در شهر ادینبرو قرار دارد و بخشی از سهام آن در بازارهای بورس نیویورک و بورس لندن دادوستد می‌شود.